# 白バス

スウェーデン赤十字のバス、おそらく在外本部のあるフリードリヒスルー近郊

白バス（しろバス）は、スウェーデン赤十字社とデンマーク政府により1945年春に実施された強制収容所の収容者をナチス・ドイツ支配地域から中立国のスウェーデンへ救出する計画に関する事項である。当初、この計画はスカンディナヴィア諸国の民間人を対象としていたが、直ぐに拡大されて他の国々の民間人もその対象に加えられた。
この計画で総計1万5,345名の収容者が収容所の致命的な危機から助け出されたと言われ、そのうち7,795名がスカンディナヴィア諸国民で7,550名が非スカンディナヴィア人（ポーランド、フランス等々）であった。
元々「白バス」という用語は、軍用車輌と見誤られないように白く塗装され赤十字をつけたバスから由来している。
この計画に喚起されノルウェー白バス財団（the Norwegian White Buses Foundation）では、実際の目撃者や生存者たちと共にザクセンハウゼンやその他の強制収容所を見学する学生の修学旅行を運営している。

## ドイツ国内のスカンジナビア人収容者
デンマークとノルウェーは1940年4月9日にナチス・ドイツにより侵略された。すぐさま多数のノルウェー人が逮捕され、2カ月後には占領軍が最初の収容所をベルゲン郊外のウルヴェン（Ulven）に設立した。
ナチス当局とノルウェーのレジスタンス（resistance）との間の緊張が高まると次第により多くのノルウェー人が逮捕され、最初はノルウェー国内の刑務所や収容所に拘留されたが逮捕者が増えるに連れドイツの収容所に移送された。1940年8月29日に最初のノルウェー人がザクセンハウゼン強制収容所に到着したが、釈放され1940年12月には家に送還された。1941年春にノルウェーからの定期移送が開始された。
デンマークでの逮捕は、1943年8月29日に連立政府が辞職すると共に始まった。
ドイツ国内のスカンジナビア人収容者は、個人としての生活とある程度の自由が認められた所謂抑留民間人から死ぬまで労働を強いられる運命にある「夜と霧」の囚人まで様々に分類されていた。スカンジナビア人収容者の数が増えると、彼らを援助する様々なグループが組織された。在ハンブルクのノルウェー船員の司祭のアルネ・ベルゲ（Arne Berge）とコンラート・フォクト＝スヴェンソン（Conrad Vogt-Svendsen）は、収容者を見舞い食べ物を差し入れ、ノルウェーやデンマークに居る彼らの家族へ手紙を届けた。フォクト＝スヴェンソンは「グロス・クロイツ」（"Gross Kreutz"）の抑留民間人のノルウェー人一家のヨルト（Hjort）やサイプ（Seip）とも連絡を取った。他のスカンジナビア人達と共にグロス・クロイツのグループは、収容者とその所在地の膨大なリストを作成し、その後そのリストはベルリンのスウェーデン大使館経由でロンドンのノルウェー亡命政府へ届けられた。ストックホルムではノルウェーの外交官ニールス・クリスティアン・ディトレフ（Niels Christian Ditleff）がスカンジナビア人の運命に濃密に関わっていた。1944年末の時点でドイツ国内には約8,000名のノルウェー人収容者とそれに加えて1,125名のノルウェー兵戦争捕虜がいた。
デンマーク側ではカール・ハンメリク（Carl Hammerich）提督がドイツの収容所からデンマーク人とノルウェー人を救い出す「ユランズ軍団」（Jyllandskorps）というコードネームを与えられた秘密の遠征計画に長い期間携わっていた。ハンメリクはノルウェー船員の司祭、グロス・クロイツのグループとストックホルムのニールス・クリスティアン・ディトレフの何れとも良好な関係を築いていた。1945年初めの時点でドイツには約6,000名のデンマーク人収容者がいた。1944年中にデンマーク人達は収容者達がデンマークに無事たどり着いた場合に備えて、収容者の登録、輸送手段の手配、食料品や避難所の用意、収容者のための検疫といった広範囲な計画を練っていた。ハンメリクは、1944年2月、4月と7月にストックホルムを訪問しディトレフと計画について討議した。

## 避難か「残置」か？
1944年終わりに連合国軍がドイツ本土に接近すると、連合国遠征軍総司令部（SHAEF）は連合国側の収容者に関する措置を決めた。ノルウェー亡命政府のヨハン・コレン・クリスティ（Johan Koren Christie）少佐の9月23日付のメモでは、ノルウェー人収容者は「残置」し、進軍してくる連合国軍による開放を待つべきと記されていた。グロス・クロイツのグループは1カ月後にこの方針を知るとヨハン・ベルンハルト・ヨルト（Johan Bernhard Hjort）がこの提案とは相反する内容の報告書を書いた。ヨルトの異議というのは、収容者は殺される危機にありドイツが占領される前に救出されなければならないというものであった。
'"それ故にスウェーデン政府を説得して少なくとも刑務所に収容されている者も含めたドイツ国内にいるノルウェー人とデンマーク人収容者をスウェーデンに移送するための仲介をして、できれば戦争が終わるまで収容者をスウェーデンに逗留させることの可能性をノルウェー政府が考慮することを強く提案する。"
1944年10月のヨルトから提出された報告書がスウェーデンによるスカンディナヴィア人収容者の救出活動について初めて言及したものであったが、当初は好意的には受け取られなかった。収容者の救出活動はノルウェーの担当事項として認識されており、ノルウェー亡命政府は戦争末期になりスウェーデンが成果を出すと渋々その機会を与えた。
ストックホルム駐在の精力的な外交官ニールス・クリスティアン・ディトレフは、ロンドンのノルウェー亡命政府から出された実施要綱の受け取りを拒否してスウェーデンの有力者個人とスウェーデン外務省の双方にスウェーデンがスカンディナヴィア人収容者の救出を実施するように働きかけた。1944年9月にディトレフがフォルケ・ベルナドッテ伯に打診すると、ベルナドッテは計画について即座に了承した。11月30日にディトレフは「収容者救出のためのスウェーデンによる活動の必要性」と題したメモランダムをスウェーデン外務省に手交したが、これはまだディトレフの独断によるものであった。12月29日にノルウェー亡命政府はそれまでの立場を変え、ストックホルムの大使館にスカンディナヴィア人収容者を対象としたスウェーデンによる救出活動の可能性を協議するように指示を出した。
ディトレフがノルウェー亡命政府を説得する一方でデンマーク側は収容者を取り戻すためのドイツ側の許可を取り付けた。デンマークへ戻ってきた第1陣はブーヘンヴァルト強制収容所からのデンマーク人警察官で、輸送は12月5日に開始された。1945年2月末までに341名の収容者が輸送され、そのほとんどは疾病していた。この輸送によりデンマークは、後に「白バス」で活かされる有益な経験を得ることができた。

## 収容者へのスウェーデンの援助
スウェーデンは第二次世界大戦中の北欧諸国の中で中立を維持している唯一の国家であったが、その中立性は戦争の動向と共に変動した。スターリングラードの戦いでドイツが敗北を喫するまでスウェーデンはドイツに好意的であったが、スターリングラードの戦い以降はスウェーデンの政策は徐々に連合国軍寄りに変化してきた。
ハインリヒ・ヒムラーの専属マッサージ師であったバルト・ドイツ人のフェリックス・ケルステンはストックホルムに居住し、スウェーデン外務省とヒムラーの間で仲介者として活動していた。ヒムラーと信任厚い部下のヴァルター・シェレンベルクはドイツの敗戦を見据えており、西側の連合国との分離和平交渉の可能性を模索していた。この点でスウェーデンは有用な仲介者であった。ケルステンの助けを借りてスウェーデン外務省は1944年12月にノルウェー人の学生50名、デンマーク人の警察官50名とスウェーデン人3名を自由の身にすることができた。もしヒトラーがこれを知ったならば、これ以上の釈放が不可能になるおそれがあるため収容者釈放の条件の全貌は報道からは秘匿された。
ディトレフは1945年2月5日に今度は正式のノルウェーの要求として新たな覚え書きを送り、スウェーデンがベルリンへ赤十字社の代表団を送ってスカンジナビア人収容者に関する交渉を行い、事がうまく運べばスウェーデンの救援遠征隊を派遣するように懇願した。スウェーデンの外務大臣クリスティアン・グンテル（Christian Günther）はこれに賛成し、スウェーデン政府はスウェーデン赤十字社で2番目の地位に就いていたフォルケ・ベルナドッテに許可を与えた。
"抑留されているノルウェー人とデンマーク人収容者をスウェーデンかデンマークに移送する許可をドイツから引き出すよう尽力せよ。""
フォルケ・ベルナドッテは2月16日にベルリンへ飛び、外務大臣のヨアヒム・フォン・リッベントロップ、親衛隊保安部の長エルンスト・カルテンブルンナー、ヴァルター・シェレンベルク、ヒトラーの次席かつナチス・ドイツで2番目の権力者である親衛隊長官のハインリヒ・ヒムラーといったナチス指導者たちと会談を持ったが、当初は中立国スウェーデンへの収容者の移送について否定的な反応であった。これはスウェーデンがそれまで他のノルウェー人やデンマーク人にしてきたように収容者を警察官部隊として訓練する可能性があったからであった。ベルナドッテは仕方なくスウェーデン赤十字社が支援できるように1箇所の収容所に収容者を集めるという次策を提案した。ベルナドッテはヒムラーに約1万3,000名というスカンジナビア人収容者の推定数を述べたが、ヒムラーはせいぜい2,000から3,000名だと主張した。
2月21日のシェレンベルクとの2回目の会談でベルナドッテは、スカンディナヴィア人収容者を1箇所の収容所に集めるという提案を了承するヒムラーの言質を得た。ベルリン滞在中にベルナドッテは、ディドリク・アルプ・サイプ（Didrik Arup Seip）、コンラート・フォークト＝スヴェンセン、ヴァンダ・ヨルト（Wanda Hjort）とビョルン・ヘーゲル（Bjørn Heger）といった「クロイツ・グループ」とも幾度かの会合を持った。ベルナドッテがヒムラーに提案した次策はヘーゲルが用意したものであった。

## 遠征隊の設立

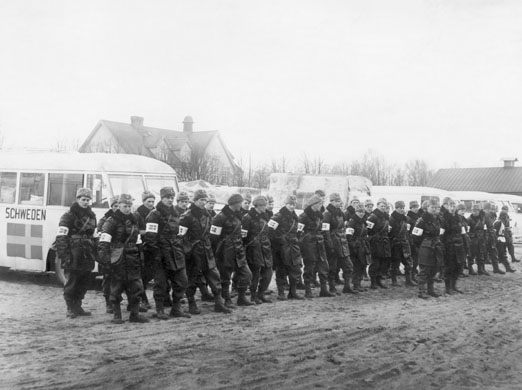
スウェーデン赤十字社のバスとその運転手

白バス遠征隊の設立は数年にわたりデンマークとノルウェーにより計画され、情報が収集されていた。これらを大きな変更無くスウェーデンが活用した。スウェーデン赤十字社は必要な輸送能力の供給をスウェーデン軍に要請し、実際は以下のようになった。
"スウェーデン国家遠征隊（the Swedish state's expedition） –- 人員のほぼ全てが軍からの志願者、機材は軍の備蓄庫から供給、費用は国庫で負担。"

### 遠征隊の編成
- 308名のうち約20名が医療関係者（医師、看護婦）で残りは補給連隊T1、T3とT4からの志願者。指揮官はスウェーデン補給部隊の総監ゴットフリート・ビョルク（Gottfrid Björck）大佐。
- 救護用バス：36台
- トラック：19台
- 乗用車：7台
- オートバイ：7台
- 牽引トラック、修理用トラックと野外炊飯車
- ドイツに入国したら入手できない全ての必需品（食料、燃料、補修部品）
- 輸送船の「リリー・マティエッセン」（Lillie Matthiessen）が 350トンの燃料と収容者のために6,000個の食料品の包みを搭載してリューベックへ出航し、後で「マグダレーナ」（Magdalena）もこれに続いた。両船共に（the Salèn shipping line）から提供された。

遠征隊は3つのバス小隊（各々12台のバス）、1つのトラック小隊（12台のトラック）と1つの輸送小隊に分けられた。遠征隊は、長距離輸送で1,000名分、トラックも使用した短距離輸送であれば1,200名分の総輸送能力を有していた。
バスは8床の担架または30名を乗車させることができ、Motyl燃料（50%のガソリンと50%のアルコールの混合）を使用して0.5 L/kmの燃料消費率で燃料タンクを満載にすれば100 kmを走行できた。各バスには2名の運転手が割り当てられた。
新聞による周知を避けてスウェーデン国家情報局（the Swedish state information bureau）は、所謂「報道管制」（"grey notices"）を発布し、記者たちは遠征隊の記事を書かないように指導された。
ストックホルムのデンマーク大使は、より大規模な（バス40台、トラック30台、救急車18台とその他の車輌）遠征隊を申し出た。フォルケ・ベルナドッテも当初はスウェーデン＝デンマーク連合遠征隊について考えすらしていたが、この申し出は2月23日にドイツ側が遠征隊はスウェーデンのものでなければならず、さもなくばドイツはデンマークとノルウェーに総攻撃を掛けるという要求を出してきたことで取り下げられた。

## 出発
遠征隊の最初の部隊は3月8日にヘスレホルム（Hässleholm）を出発し、マルメからコペンハーゲンへフェリーで渡った。安全のためデンマークのレジスタンス活動家たちには事前に通知されていたが、心配されたようなことは何も起こらなかったどころかスウェーデン赤十字社の遠征隊は歓迎された。3月12日に遠征隊の最初の一陣はハンブルクの南東30 kmにある本部となるフリードリヒスルー（Friedrichsruh）城に到着した。この城はデンマーク国境に近接しておりスカンディナヴィア人収容者が集められているはずのノイエンガンメ強制収容所の近くであった。フリードリヒスルー城の所有者のオットー・フォン・ビスマルクはフォルケ・ベルナドッテの友人であり、その妻はスウェーデン人であった。遠征隊の要員は城周辺の庭にテント張りのキャンプを設営する間、城や近隣のパブに宿泊した。

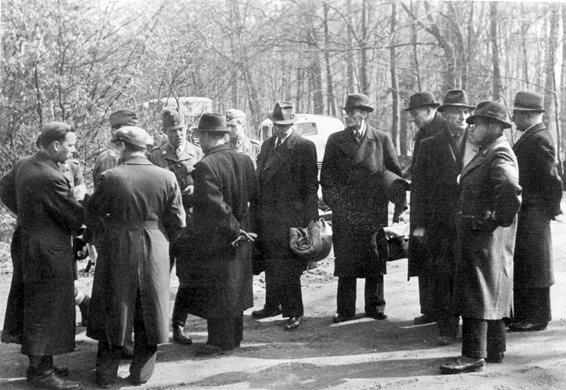
「白バス」を護衛するゲシュタポの連絡将校

遠征隊にはドイツ側の連絡将校が帯同しており、その中で最も著名なのはヒムラーの連絡将校である親衛隊中佐カール・レンナウ（Karl Rennau）で、フランツ・ゲーリング（Franz Göring）はゲシュタポの連絡将校であった。遠征隊には親衛隊とゲシュタポから約40名の連絡将校が付いていて、ドイツ側は車両1台おきに連絡将校を乗せるように要求した。ナチス体制下のドイツは警察国家であったため「白バス」遠征隊は全面的にドイツ側の協力に頼っており、ゲシュタポや親衛隊の連絡員を帯同することでのみ制限を受けずに移動することができた。
ベルナドッテはシェレンベルクに遠征隊は3月3日にヴァーネミュンデに到着するはずだと約束していたが、これは1週間以上遅れた。この遅延の主な理由は、遠征隊を攻撃しないという保証を連合国軍側から取り付けることが困難なためであった。戦争のこの時点で連合国軍の航空機が全面的に制空権を握っており、日常的にドイツ国内の道路上の輸送手段を攻撃していた。「白バス」遠征隊は、英空軍が制空権を保持している地域を主に移動した。3月8日に英国政府はスウェーデン外務省に遠征隊の件は了解したが、スウェーデンの遠征隊はドイツ国内では自力で行動するのであって攻撃をしないという点に関しては如何なる保証も請合いかねるという通告をした。輸送車輌の中には道路に機銃掃射を掛けてきた連合国軍機の弾に当たったものもあり、1名のスウェーデン人運転手と25名の強制収容所の収容者が死亡した。

## 再交渉
1945年3月6日にフォルケ・ベルナドッテはストックホルムから空路ベルリンに到着し、ドイツ当局と交渉を続けた。ハインリヒ・ヒムラーのお抱えマッサージ師のフェリックス・ケルステンは既に到着しており、スウェーデン外務省はスウェーデン大使のアルヴィッド・リッケルト（Arvid Richert）にヒムラーに影響力を行使できるようにケルステンを援助することを指示した。これと並行してデンマーク当局 - 特にベルリンのデンマーク大使のオットー・カール・モール（Otto Carl Mohr） - は、より多くのデンマーク収容者の釈放を確約させようとしていた。スウェーデンとデンマークの目的は幾分異なっており、スウェーデンはヒムラー/シェレンベルクと収容者をノイエンガンメに集めることに焦点を当てて交渉し、デンマークはカルテンブルンナーと収容者の釈放と可能ならばデンマークへ連れ帰ることの許可を確約させようと交渉していた。
3月12日にデンマークは3回分の輸送許可を取り付け、3月21日までに様々な種類のデンマーク人収容者を合計262名デンマークの車輌で故国へ送り返した。3月21日はデンマークの輸送は中断し、スウェーデンが引き継いだ。

## 輸送の開始
フリードリヒスルーの遠征隊は2つのグループに分けられ、最初のグループは収容者をザクセンハウゼン（ベルリンの北部）からノイエンガンメに輸送する任務に充てられた。輸送は3月15日に始まり、輸送距離は約540 kmに及んだ。7回の輸送で約2,200名のデンマーク人とノルウェー人がノイエンガンメに運ばれてきた。輸送隊の指揮官の一人であったスヴェン・フリクマン（Sven Frykmann）は収容者と輸送行程についてこう記している。
"全般的に彼らは私がそれまで見てきた他の収容者に比べて比較的体格も良く、誰も個人の衛生状態について文句を言う者はいなかった。彼らはノルウェーとデンマークから送られた食料品により勇気づけられ、最近は待遇も顕著に改善されていた。彼らは皆、感謝と幸福に触れていた。（They were all touching [sic] thankful and happy.）ドイツにいるこの可哀想な人々を助ける選択肢を持っていた我々の全員が残りの人生で受けるに値するには十分なほど圧倒的な感謝を経験したと確信している。"
収容者をザクセンハウゼンで引き取るときに一人も漏れが無いように「グロス・クロイツ」グループにより氏名が確認された。
遠征隊のもう一つのグループは、ドイツの南部から収容者を回収してくる任務に充てられた。これらの中にはミュンヘン北部のダッハウ、シェーンベルク（Schönberg：シュトゥットガルトの南約80 km）やマウトハウゼン（リンツの東12 km）が含まれていた。この任務の行程は長く、ミュンヘンだけでも800 kmの彼方であった。困難さに追い討ちをかけたのが燃料不足に直面したための遅れであった。ビョルク大佐指揮の35台で構成される最初の輸送隊は3月19日に出発し、3月24日にノイエンガンメに戻ってきた。ほとんどの収容者が衰弱しきっていたので復路は大変であった。スウェーデン人看護婦のマルガレータ・ビョルケ（Margaretha Björcke）はこう記録している。
"12年間の看護婦生活でここで目撃したほどの悲惨さを見たことはありませんでした。脚、背中、首は、平均的なスウェーデン人であればその一つでも負っていれば病気休暇をとるほどの傷であふれていました。私は20もの傷を負った一人の収容者を見つけましたが、彼は文句一つ言いませんでした。"
この最初の輸送で550名の収容者を収容したが67名の重症者は残してきた。この輸送中の最大の問題は収容者の慢性的な下痢であった。暫く後にこの状況はデンマークが供給した輸送中でも使用できる携帯用トイレにより解消された。
スウェーデンの輸送によりノイエンガンメはこれまで以上の収容者を受け入れることになったが、スカンジナビア人収容者を集結させるというヒムラーの約束は実現しなかった。スウェーデン側の医療関係者は収容所に立ち入ることを許可されなかった。ドイツ側はバスを預かってスウェーデン側に収容所内を見せようとしなかったので、最初の輸送ではバスは収容所内に乗り込ませられず連れてこられた収容者は最後の道のりを自ら行進しなければならなかった。

## スウェーデンへ向かうスウェーデン人
2月の初めにフルトグレン（Hultgren）大尉指揮の6名のスウェーデン赤十字社の小さな分遣隊が2台のバスと1台の乗用車でベルリンに到着した。この部隊の任務はドイツ人と結婚したスウェーデン生まれのスウェーデン人女性の輸送であったが、ドイツの崩壊が切迫していたため脱出は緊急を要した。3月26日から始まった輸送は4月20日まで続き、1,400名のスウェーデン系の女性と子供がリューベックとデンマークを経由してマルメに到着した。

## 親衛隊への協力
ノイエンガンメ強制収容所は収容過剰の状態にあり、スカンディナヴィア人収容者用の居住区を確保するために親衛隊は他の国籍の収容者を他の収容所へ移送する必要に迫られていた。親衛隊の収容所長は自前の輸送手段を持ち合わせておらず、新しく到着するスカンジナビア人収容者が「愛護棟」（"Schonungsblock"）を確保できるように白バスにこの移送を請け負うように要求した。
約2,000名のフランス人、ベルギー人、オランダ人、ロシア人とポーランド人収容者が他の収容所へ移送された。「愛護棟」は労働に適さない、病気がちで寝たきりの収容者用の居住棟であったため、これらの収容者は重症であった。移送中に約50から100名の収容者が、更に多くが到着した新しい収容所の劣悪な環境や前進してくる連合国軍を避けるための新たな移送の中で死亡した。
親衛隊のための収容者の移送のほとんどは3月27日から29日の間にノイエンガンメからハノーファー、ザルツギッターとベルゲン・ベルゼンへ行われた。スウェーデンの中尉オーケ・スヴェンソン（Åke Svenson）は、こう記している。
"我々は、ようやく一般的にドイツ人がどのようにフランス人、ベルギー人、オランダ人、ポーランド人、ロシア人の収容者を扱うかを見ることができた。ほとんどの乗客がバラックから道路までの僅かな距離すら歩くことができなかったので、今回はドイツ人も我々が収容所に入ることを許さざるを得なかった。これらのバラックから生き物の一団が追い出されてきた。それらは既に人間とは呼び難い有り様であった。
親衛隊のための最後の移送は、押し迫った4月13日に実施された所謂著名なフランス人収容者（議員、経済界の大物、等々）約450名の移送で、ドイツ側は彼らがスイスへ再移送されると言っていた。計画によると収容者はフロッセンビュルク強制収容所へ届けられ、そこからスイス赤十字社によりスイス国内へ移送されるということであった。このスイスへの移送の約束は虚偽であり、フロッセンビュルク強制収容所は満杯であった。そこで収容者は「白バス」がデンマーク系ユダヤ人を引き取りに向かっていたテレージエンシュタット（Theresienstadt）へ連れて行かれた。

## ノイエンガンメでの集結
3月30日と4月2日の輸送は、ライプツィヒ周辺地域のトルガウ（Torgau）、ミュールベルク（Mühlberg）、オーシャッツ（Oschatz）の収容所からデンマーク人警察官とノルウェー人の合計1,200名の収容であった。デンマーク人警察官は4月3日から5日に2つのデンマークの輸送隊により故国へ連れ帰られた。この内の約1,000名が4月23日にスウェーデンへ送られた。
3月29日にスウェーデン赤十字社の要員はノイエンガンメへの立ち入りを許され、医薬品、毛布、個人用衛生用品、食料を差し入れた。スカンディナヴィア人ブロックが設けられ、そこの環境は他の国の収容者がスカンディナヴィア人収容者の特権的立場に冷ややかな態度を取るほど改善していた。
3月28日にフォルケ・ベルナドッテはストックホルムからベルリンにヒムラーとの再交渉にやって来た。ベルナドッテは、ノイエンガンメからスウェーデンへのスカンジナビア人収容者の移送、収容所全体への立ち入り、そして可能ならばユダヤ人収容者もスウェーデンへの移送の許可を引き出すために交渉を押し進めることになっていた。3月30日にフォルケ・ベルナドッテは、初めてノイエンガンメとデンマーク人収容者を訪問する機会を得た。J. B. ホルムガールド（J. B. Holmgård）は以下のように記している。
"ナチの屠殺屋パウリ（Pauly）とトゥーマン（Thuman）が鞭を振り回す傲慢な優等人種の代表者といった素振りを見せなかったのはノイエンガンメの歴史で初めてのことであった。2人はベルナドッテの後から足音を忍ばせて歩き、残された日々が数えられるほど少なくなった優等人種の屠殺屋に特有の典型的な卑屈な甘言にも似た親切さと従順さを唐突に見せた。"
4月の初めにドイツ国内のスカンディナヴィア人収容者のほとんどはノイエンガンメに集められた。任務は長引きビョルク大佐はスウェーデンへ戻り、遠征隊の新しい指揮官にスヴェン・フリクマン少佐が就任した。帰国した要員もいたが、2倍の日当が約束された後は遠征隊の半分に当たる約130名が残った。
4月2日に新しいスウェーデンの輸送隊がマントハウゼンとダッハウから残りの収容者を収容するためにドイツ南部へ向けて出発した。ノルウェー人医師のビョルン・ヘーゲル（Bjørn Heger）が同乗したバスは、「グロス・クロイツ」グループがシェームベルク（Schömberg）周辺地域にいると推測する30名の収容者の探索に割り当てられた。状況は厳しく、スウェーデン人のモリン（Molin）はこう記している。
"・・・シェームベルクへの途上、上空での活動が大変活発で連合国軍機が何度も頭上を通過して行ったが、攻撃されることはなかった。アウトバーン沿いには数多くの破損した車や酷い怪我を負った人々がいた。所々に混沌が支配しているような場所があり、我々は赤十字の標識の付いた白バスでそこをおめおめ素通りすることができず停止して応急手当を施さざるを得なかった。被害が甚大な場合もあった。"
30名の収容者のうち16名が生存してファイインゲン（Vaihingen）の収容所で発見されたが、残りは死亡していた。生存者（全員が酷く衰弱していた）の中にトリグヴ・ブラテッリ（Trygve Bratteli）とクリスティアン・オットセン（Kristian Ottosen）がいた。この輸送隊は、ファイインゲンで16名、マウトハウゼンで「夜と霧」の女性収容者16名、ダッハウで重症の収容者43名の合計75名を収容した。

## デンマーク人の合流
4月5日にスウェーデン人要員半数の帰国が近づくとデンマーク人がこれを引き継いだが、これはドイツ側とスウェーデン外務省の了解事項であった。デンマーク人はバス33台、救急車14台、トラック7台、乗用車4台を持ち込み、デンマーク外務省のフランツ・ファス（Frants Hvass）に率いられていた。デンマークの派遣団はスウェーデン遠征隊と協力し、4月8日から「白バス」はスウェーデン＝デンマーク混成遠征隊となりスウェーデン人が指揮を執った。デンマークの車両も白く塗装されていたが、赤十字の代わりにデンマーク国旗のダンネブロを描いていた。
普通の刑務所に収監されている収容者は別に分類され、「白バス」は4月の間はこれらの収容者のみを収容することが許されていた。4月9日にフォルケ大尉が率いるスウェーデン＝デンマーク混成遠征隊の輸送隊は様々な刑務所から200名を収容するためベルリンへ向かった。彼らの居所はフォクト＝スヴェンソンの調査で判明していた。ヴァルトハイム（Waldheim、ドレスデンの東）、ドレスデン、コトブス、ルッケイ（Luckay）、ツィーティン（Zeithin）、グロイチェ（Groitsch）といった20箇所の刑務所から合計211名の収容者が収容された。4月11日のノイエンガンメへの復路の途中で輸送隊は、「白バス」と似た白く塗装され赤十字の標識を付けたドイツ側の車両を初めて目撃した。4月15日に遠征隊はメクレンブルク（Mecklenburg）の刑務所から524名の収容者を収容した。

## テレージエンシュタット
1943年の逮捕から逃れられなかったデンマーク系ユダヤ人は、現在のチェコ共和国のテレジーン近くにあったテレージエンシュタット（Theresienstadt）へ送られていた。ドイツ側が移送の許可を出すまで時間がかかったが、連合国軍が接近していたため残された時間は短かった。最後には親衛隊の連絡将校のレンナウが何とかゲシュタポから許可を取り付けてきて、4月12日にフォルケ大尉指揮のバス23台、乗用車12台、オートバイとデンマーク人医師と看護婦を乗せたデンマーク側の救急車数台の輸送隊が出発した。
ドイツ国内の状況は今や危機的なものとなり、スウェーデン人運転手は行程が非常に危険なものとなるであろうと知らされていた。ソ連軍が道路を閉鎖しているという情報を知らされたスウェーデン外務省が最後の最後になって出発を止めようとしたが、輸送隊は出発していた。4月15日に輸送隊は423名のスカジナビア系ユダヤ人をテレージエンシュタットから収容し、デンマークへの危険な帰路につくことができた。帰路に爆撃を受けたばかりのドレスデンを通過したが、輸送隊は同じ日の夜に爆撃を受けたポツダムで一晩足止めを食った。輸送隊は4月17日に全員無事にパドボー（Padborg）に到着し、救出されたユダヤ人は翌日にフェリーでスウェーデンのマルメへ運ばれた。
「白バス」に対する最初の攻撃は4月18日に起こった。フリードリヒスルーのデンマーク人収容所が連合国軍機の攻撃を受けたことにより10台の車両が破壊され、運転手4名と看護婦1名が軽傷を負った。その後、このような上空からの攻撃が何度かあり、数人の死傷者がでた。

## 「いざ、スウェーデンへ。」
新たな交渉を通じてフォルケ・ベルナドッテは重病の収容者を避難させる許可を取り付け、4月9日にスウェーデンのバス12台とデンマークの救急車8台を使用してノイエンガンメからの最初の輸送が始まった。ほとんどがベッドに寝たきりの153名の収容者はデンマーク国境まで連れて行かれ、デンマークの検疫所があるパドボーで降ろされた。収容者はデンマークのバスや列車でデンマーク国内を移動する前に更なる休養と治療を与えられてからフェリーでスウェーデンのマルメへ運ばれた。4月18日までに合計1,216名の病気のデンマーク人とノルウェー人収容者がスウェーデンへ輸送された。2日後の4月20日、ノイエンガンメのスカンディナヴィア人収容者全員の引き揚げが開始された。
4月19日の夜にフリードリヒスルー城でスカンディナヴィア人収容者のノイエンガンメからの引き揚げについての会議が開かれた。スウェーデン側からはベルナドッテ、フリクマンとリッケルトが、ドイツ側からはレンナウが、デンマーク側はフォスとホルムが代表して出席した。状況は危機的であり、フリードリヒスルーにあるスウェーデンとデンマークの車両の輸送能力は収容者を急いで引き揚げさせるには不十分であった。デンマーク側は「ユランズ軍団」が提供する追加の車両提供を申し出て、これが受け入れられた。
合計4,255名のデンマーク人とノルウェー人収容者がデンマークの100台とスウェーデンの20台のバスで引き揚げ、デンマークで数日を過ごした後フェリーでスウェーデンのマルメへ送られた。

## ラーフェンスブリュックからの引き揚げ
ラーフェンスブリュックは、ベルリンの北約90kmにある1938年に開設された女性収容者用の強制収容所であった。4月8日に約100名のスカンディナヴィア人女性収容者（2名のフランス人女性を含む）が収容所から収容され、直接デンマークのパドボーへ移送された。この段階でフォルケ・ベルナドッテは病気の収容者全員を収容する許可を取っていた。4月22日にアーノルドソン（Arnoldson）大尉率いるデンマークの救急車15台の輸送隊がラーフェンスブリュックから病気の女性収容者を収容するためにフリードリヒスルーを出発した。

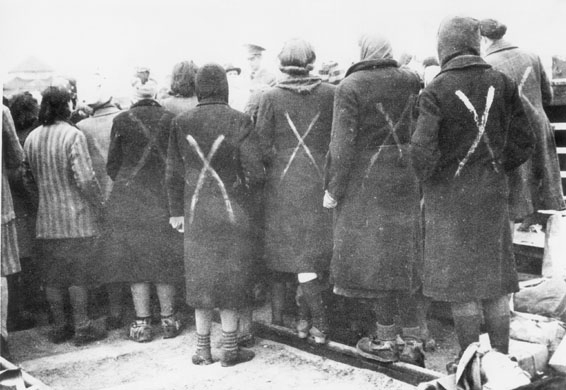
ラーフェンスブリュックの女性収容者。白いチョークの印は移送される者を示している。

輸送隊が収容所に到着したとき、そこは前進してくるソ連軍のため撤収する予定であり混沌とした状況であり、アーノルドソンは、全てのフランス人、ベルギー人、オランダ人、ポーランド人女性の合計1万5,000名を収容するように言われていた。これはその時点で手持ちの「白バス」全てを動員しても3回分に当たる人数であったが、アーノルドソンはこれを了承していた。救急車は112名の病気の女性を収容してリューベックに到着した。アーノルドソンは何とかフォルケ・ベルナドッテに更なる輸送能力が必要なことを知らせ、利用できる全ての資源を動員することが約束された。
新たな2つの輸送隊がラーフェンスブリュックに到着し、1つの輸送隊は4月23日にほぼ全員がフランス人の786名の女性収容者を直接パドボーへ輸送し、2番目の輸送隊は360名の女性収容者を収容した。最後の輸送隊は4月25日にラーフェンスブリュックに到着したが、ドイツ国内の状況は急速に悪化しつつあり連合国軍が前進するにつれ輸送隊は頻繁に銃撃されるようになった。収容所のフランス人、ベルギー人、オランダ人、ポーランド人女性の合計706名がデンマークの救急車と国際赤十字のトラックで構成される輸送隊に乗せられた。この輸送隊がパドボーへ向かう途中で連合国軍の戦闘機に攻撃され、少なくとも11名が死亡、26名が重傷を負い、最終的に死亡者は25名に達したと思われる。
スヴェンソン中尉に率いられたバス20台の最後の輸送隊が収容した934名の女性収容者のほとんどはポーランド人であったが、フランス人、アメリカ人、英国人も含まれていた。夜間は休息をとった輸送隊は戦闘機の攻撃を受けたが1945年4月26日に全員無事にパドボーに到着した。これはドイツが降伏する前の最後のスウェーデン輸送隊であった。スウェーデン側は幸運なことに輸送列車を使用することができ、50両の貨物列車の1両当たりに80名の女性収容者を乗せた。列車は4月25日にラーフェンスブリュックを出発し、4月29日にリューベックに到着した。食事が提供された後、列車はデンマークへと向かい、この列車輸送で合計3,989名の女性収容者が救出された。数日間で約7,000名の女性収容者がラーフェンスブリュックからデンマークへ引き揚げ、その後中立国のスウェーデンへ運ばれた。

## 最後の引き揚げ者

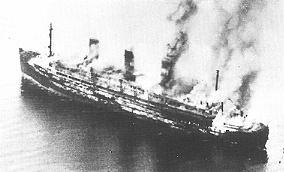
攻撃を受けたカップ・アルコナ

4月28日に国際赤十字から派遣された輸送隊がアンカークローナ（Ankarcrona）大尉に率いられノイブランデンブルクの収容所へやってきた。この輸送隊は前進してくるソ連軍をやり過ごし、200名の行進させられていた女性収容者を収容しリューベックへ連れ帰った。ドイツ側のゲシュタポ連絡将校のフランツ・ゲーリングは、2,000名（ユダヤ人960名、ポーランド人790名、フランス人250名）の女性収容者を移送するためにハンブルク発の輸送列車を調達し、この列車は5月2日にパドボーに到着した。この列車輸送はスウェーデン赤十字社の救出した収容者には勘定されていないが、この輸送は「白バス」と関連付けて言及されることが適切であるかもしれない。
4月30日に223名の女性収容者を乗せた「マグダレーナ」と225名の女性収容者を乗せた「リリー・マティエッセン」の2隻のスウェーデン船がリューベックを出港した。この輸送はスウェーデン人医師のハンス・アーノルドション（Hans Arnoldsson）がビョルン・ヘガー（Bjørn Heger）の協力で手配したものであった。彼らは数隻の船に分乗した数千の収容者を後に残していかねばならず、これらは5月3日に英軍機に攻撃されカップ・アルコナの惨事となった。コペンハーゲンからマルメへのフェリーによる女性収容者グループの最後の輸送は5月4日に行われた。

## 受け入れと評価
デンマークの主要な受け入れ拠点はドイツ国境の街パドボーにあり、コペンハーゲンまでデンマーク国内を移動する前に食料と医療手当てを受けた。スウェーデンのマルメまではフェリーで運ばれ、そこで行政局（Länsstyrelsen）と民間防衛（Civilförsvaret）が引き受けた。伝染病の蔓延を防ぐために到着した者の誰もが検疫所に収容された。これら検疫所は11,000床を備える23箇所の営舎にあり、そのほとんどはメルメフス・レン（Malmöhus län）にあった。ほとんどがノルウェー人とデンマーク人医師と看護婦（彼ら自身が避難者であった）で運営する移動医療センターが収容者の介護を行ったが、収容者の中には手遅れの者もおり110名がスウェーデン到着後に死亡した。死亡者の大部分はポーランド人であった。
スウェーデン赤十字によると合計15,345の収容者が救出され、内7,795名がスカンジナビア人で7,550名が他国の者であった。約1,500名のドイツ系スウェーデン人がスウェーデンへ移送された。合計2,000名の収容者がスカンジナビア人収容者のための余地を空けるためにノイエンガンメから他の収容所へ移送された。400名のフランス人収容者は、フロッセンブルクの収容所へ移送されることなくテレージエンシュタットに置き去りにされた。
「白バス」遠征隊は国家に対する多大な好感を築き上げたスウェーデンの勝利であり、デンマークを通って帰還する遠征隊は狂喜する群集に迎えられた。ノルウェー独立記念日（Norwegian Constitution Day）である5月17日にはフォルケ・ベルナドッテ伯はノルウェー皇太子と共にオスロの王宮のバルコニーに立っていた。戦争中、ストックホルムに駐在していた英国の外交官ペーター・テナント（Peter Tennant）は、こう記している。
"戦時中と戦後のスウェーデンによる人道主義への尽力は、戦時中にスウェーデンが行った日和見的な中立政策という不名誉を拭い去った。"

## 白バスのタイムライン
| 年     | 月/日    | 出来事 |
| 1940年 | 8月      | 最初のノルウェー人政治犯がドイツへ移送。 |
| 1942年 | 10月     | ドイツの抑留民間人ヨハン・ベルンハルト・ヨルト一家が収容者の援助活動を開始。                                                                                                 |
| 1943年 | 9月      | デンマーク連立政府が辞職。デンマーク人収容者のドイツへの移送が開始。 |
| 1944年 | 1月      | ニールス・クリスティアン・ディトレフが「グロス・クロイツ」のグループと連絡をとる。                                                                                           |
|        | 2月      | カール・ハンメリクがスウェーデンを訪問。数度に及ぶディトレフとの会談の最初の会合でスカンディナヴィア人収容者に関する討議を行う。                                             |
|        | 9月22日  | ディトレフはフォルケ・ベルナドッテと会い、スカンディナヴィア人収容者の救出のためにスウェーデン遠征隊を要請。                                                                 |
|        | 9月23日  | ヨハン・コレン・クリスティ少佐が 収容者は「残置」すべしとのメモランダムを出す。                                                                                              |
|        | 10月     | ヨハン・ベルンハルト・ヨルトが書いた「グロス・クロイツ」グループから出された報告書は、スカンディナヴィア人収容者は戦争が終わる前にドイツから移送されなければならないと主張。 |
|        | 12月     | 親衛隊長官ヒムラーの専属マッサージ師フェリックス・ケルステンが103名のスカンジナビア人収容者の釈放に尽力。                                                                    |
|        | 12月29日 | ロンドンのノルウェー亡命政府は見解を変更し、ストックホルムの大使にドイツにいる収容者を救出するためのスウェーデン遠征隊派遣の可能性調査を打診。                               |
| 1945年 | 2月5日   | ディトレフがスカンジナビア人収容者の救出にスウェーデンの遠征隊を派遣する旨を要請したノルウェーの正式なメモランダムをスウェーデン外務省に送付。                               |
|        | 2月16日  | フォルケ・ベルナドッテ伯が空路ベルリンへ行きヒムラーと会談。政治犯の釈放について討議。                                                                                       |
|        | 3月12日  | 「白バス」がドイツ国内で遠征隊の拠点となるフリードリヒスルーに到着。 |
|        | 3月15日  | ザクセンハウゼンからノイエガンメへの最初の輸送。2,200名のノルウェー人とデンマーク人を収容。                                                                                  |
|        | 3月19日  | ドイツ南部から最初の収容者の収容。559名の収容者をノイエンガンメンへ輸送。ブーヘンヴァルトのノルウェー系ユダヤ人生存者5名は収容せず                                           |
|        | 3月26日  | ドイツ人と結婚したスウェーデン人女性をスウェーデンに連れ戻す最初の輸送。 |
|        | 3月27日  | 更に多くのスカンジナビア人収容者のための余地を作るためフランス人、ベルギー人、オランダ人、ロシア人とポーランド人収容者をノイエガンメから移送。                               |
|        | 3月29日  | スウェーデン赤十字がノイエンガンメ強制収容所へ立ち入る。 |
|        | 3月30日  | ライプツィヒ周辺地域からの輸送。約1,200名を収容、内1,000名のデンマーク人警察官はデンマークへ送還。                                                                           |
|        | 4月2日   | 新しいスウェーデンの輸送隊がドイツ南部のマウトハウゼン、ダッハウ、ファイインゲンの収容所から75名の収容者をノイエンガンメに収容。                                             |
|        | 4月5日   | スウェーデン人の遠征隊の約半分がスウェーデンへ帰還。デンマーク側が引き継ぐ。                                                                                                 |
|        | 4月8日   | ラーフェンスブリュックから最初の移送。100名の女性収容者が直接デンマークのパドボーへ。                                                                                        |
|        | 4月9日   | 刑務所から政治犯収容者を収容するためにスウェーデン/デンマーク輸送隊がベルリンへ。211名の収容者をノイエンガンメへ移送。病気の収容者のデンマークへの引き揚げが開始。           |
|        | 4月15日  | 合計524名の政治犯収容者をメクレンブルクの刑務所から収容。423名のユダヤ人をテレージエンシュタットからデンマークとスウェーデンへ移送。                                         |
|        | 4月18日  | 「白バス」に対する最初の空襲。フリードリヒスルーのデンマーク人収容所で運転手4名と看護婦1名が軽傷を負う。                                                                     |
|        | 4月20日  | ノイエンガンメからデンマークを経由してスウェーデンへ全てのスカンディナヴィア人収容者の引き揚げを開始。                                                                       |
|        | 4月23日  | ラーフェンスブリュックから病気の収容者を移送。786名と360名の女性収容者が2つの輸送隊でパドボーへ。                                                                            |
|        | 4月25日  | 934名の女性収容者を乗せた1つの輸送隊と3,989名の女性収容者を乗せた列車輸送。ラーフェンスブリュックから最後の「白バス」輸送。                                                  |
|        | 4月30日  | 223名の収容者を乗船させた「マグダレーナ」と225名の女性収容者を乗船させた「リリー・マティエッセン」がリューベックから出航。                                                   |
|        | 5月2日   | 2,000名の女性収容者（ユダヤ人960名、ポーランド人790名、フランス人250名）が列車でパドボー（Padborg）に到着。                                                                  |
|        | 5月3日   | ノイエンガンメからの収容者を満載したドイツの客船カップ・アルコナが英空軍の攻撃を受ける。乗船していた7,500名のほとんどが死亡。                                                |
|        | 5月4日   | 占領下のデンマークのコペンハーゲンから中立国スウェーデンのマルメにフェリーで救出された政治犯の最後の輸送。                                                                   |

## 後日の議論
多数の収容者が生き延びた結果、第二次世界大戦後に「白バス」遠征隊のことは広く知られることとなった。しかし年月と共にスカンディナヴィア人収容者に与えられた優先度について疑問が持ち上がり始め、その中に歴史家のイングリッド・ロムフォルス（Ingrid Lomfors）著の「死角」（Blind Fläck）があった。スウェーデンとノルウェー両国の新聞紙上で議論が交わされた。ノルウェーの新聞「アフテンポステン」紙（Aftenposten）の2005年2月14日付に掲載された投書で幾人かの元政治犯収容者がロムフォルスに対し非常に手厳しい批評をした後でこう結んでいる。
"スウェーデン政府を代表してフォルケ・ベルナドッテと「白バス」の隊員たちは第二次世界大戦中にスウェーデンが行った中でも最大の人道的行為を実行した。スウェーデン政府はでき得る限り早急にこの遠征隊を顕彰する記念碑を建立すべきである。イングリッド・ロムフォルス氏はスウェーデン赤十字社と自らの命を懸けて任務を遂行した「白バス」の隊員たちに謝罪するべきである。
ザクセンハウゼンにいた元政治犯のベルント・H・ルンド（Bernt H. Lund）は、収容者が経験したモラルのジレンマの暴露には肯定的であった。「アフテンポステン」紙（2005年8月20日付）の記事中で多くのスカンジナビア人収容者の特権的立場や恵まれた扱いを享受したことを恥じる思いについて広範囲に記し、記事の最後にこう記した。
しかしながらこのことに陽の光が当てられたことは正しかったと感じる。スウェーデンの解放者のためだけでなくあの困難な状況下で彼らを手助けした我々にとっても、適切なやり方で死角を取り除いてくれたイングリッド・ロムフォルス氏に多大なる感謝を表する 。
親衛隊のために行った輸送に関して、スウェーデン赤十字社により集められた収容者は救出されたと信じたが似たようなあるいは更に劣悪な環境の中に「投げ捨てられた」ときにショックを受け裏切られたと感じた。スウェーデン人の運転手はこの仕事で強い心理的打撃を受けた。ヨースタ・ハルクウィスト（Gösta Hallquist）中尉は日記にこう記した。
"病気で飢えた収容者（ポーランド人、フランス人、ベルギー人）は総じて無関心のように見え、通常は10人乗りのバスに50人が乗れるほど痩せ細っていた。"
"私の次に指揮を執りトルガウの収容所から帰ったペール（Per）は、ひどくふさぎ込み泣いていた。私は彼を慰めた。輸送中に3名の収容者が死亡し、1名は死ぬまでライフルの銃床で殴られたということだった。"
ノイエンガンメに留まっていれば更に多くの収容者が生き延びられたかどうかは定かではない。何故ならばノイエンガンメに居た多くの収容者が乗った船は英軍の飛行機に爆撃され沈没したからである。しかし、全ての収容者に公平な扱いをするという赤十字の金科玉条はこの親衛隊との抜け目ない取引により破られたことは間違いない。
これらの元収容者の幾人かと彼らの多くの孫子が今もスウェーデン南部で生活している。収容者の多くが最初に到着したスウェーデンの地であるマルメの街に数多くの関係者が現存している。